# Дом года
Открытая общественная архитектурно-строительная Премия Дом Года / Best Building Awards (BBA) ежегодно присуждается лучшим проектам российской архитектуры, выполненным профессиональными архитекторами и воплощённым девелоперами и строителями за минувший год.

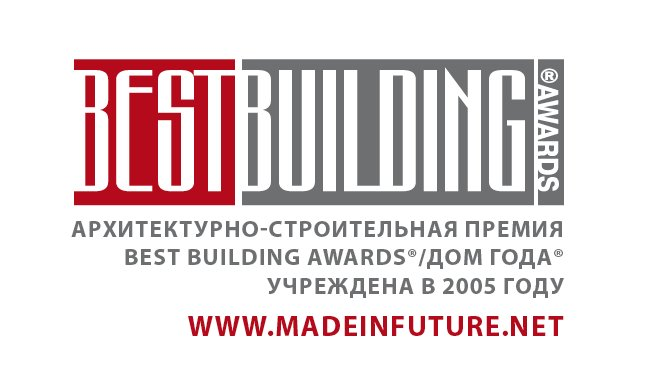

## О премии
Премия была учреждена в 2005 году под лозунгом «Made in FUTURE», ярко отражающим концепцию содействия развитию передовых технологий строительства и новаторских архитектурных решений. Впервые Премия была проведена по итогам 2006 года, и до 2009 года ежегодно определяла лучшее здание Москвы. По итогам 2009 года также были представлены проекты городов Санкт-Петербург, Нижний Новгород, Екатеринбург и Рига. 2010 год стал для Премии годом выхода на всероссийский уровень – более 70 новых домов России собраны на портале Made in Future в Общий список для проведения поэтапного голосования.

## Цель Премии
Основная цель Премии — привлечь внимание общественности к современной архитектуре, дать возможность высказывать своё мнение и донести это мнение до профессионалов — архитекторов, строителей, чиновников. Премия является переговорной площадкой для обсуждений архитектурных веяний, центром сбора и обобщения информации о качестве строительного процесса. Интегрированное взаимодействие общественного мнения и профессионального резюме архитектурного сообщества, в результате которого выбираются и становятся широко известны лучшие проекты, авторы и девелоперы года, объективно и актуально отображает уровень современного развития российской архитектуры и тенденции дальнейшего развития всей архитектурной среды.

## Задачи Премии
Показать тенденции развития современной российской архитектуры общественности, профессионалам, а также, европейском и мировому архитектурному сообществу.

## Уникальность Премии
Первый и единственный в России опыт определения лучшего здания всенародным открытым интернет-голосованием или международным общественным и экспертным советами. Это максимально объективный выбор — не из числа работ, представленных авторами, а изо всех, построенных за год. Во внимание принимаются не только художественные достоинства проекта, но и качество его реализации. Поэтому Премия вручается не только архитекторам, но и строителям и девелоперам, которые  воплотили проект в жизнь.
Премия вручается в двух номинациях:
- «Дом Года: Выбор народа» — по итогам народного online-голосования.
- «Дом Года: Выбор профессионалов» — по итогам мнений профессионального архитектурного сообщества.

Специальные призы премии:
- «Made in Future/Сделано в будущем» — вручается стратегическим партнером Премии компанией Duvils Group / Дювилс Груп
- «Best Small House« — вручается за лучший проект малоэтажного строительства.

Начиная с 2016 года Премия начала сотрудничество с всемирно известным итальянским архитектором и графическим дизайнером Федерико Бабина (итал. Federico Babina).
Каждый участник шорт-листа получает в подарок иллюстрацию своего проекта, созданную Федерико Бабина, подписанную автором.

## Процедура голосования Премии
В течение года оргкомитет Премии проводит тщательный мониторинг новых зданий, достойных звания «Дом Года». По итогам мониторинга формируется Общий список Премии.
На первом этапе из Общего списка Общественный совет закрытым онлайн-голосованием формирует Лонг-лист.
На втором этапе Экспертный совет закрытым онлайн-голосованием формирует Шорт-лист номинантов-финалистов.
Третий этап — открытое всенародное online- голосование, по итогам которого определяется победитель в номинации «Дом года: выбор народа». Одновременно Экспертный совет закрытым голосованием определяет победителя в номинации «Дом года: выбор профессионалов».

## Дом Года России 2016-17
- «Дом года: выбор профессионалов»

Музейный комплекс «Куликово поле», Тульская область, д. Моховое.
Архитектурное бюро: Мастерская С. В. Гнедовского
- «Дом года: выбор народа»

ЖК «Парк Рублёво», Москва, Мякинино, Парк Рублёво.
Архитектурное бюро: Цимайло, Ляшенко и партнёры
- Специальный приз «Made in Future/Сделано в будущем»

Павильон ДИТ / SMART CITY, Москва, проспект Мира, 119, Выставка умный город, павильон 1661
Архитектурное бюро: WALL, Рубен Аракелян, Айк Навасардян.
- Best Small House

«Городская ферма» на ВДНХ, г. Москва.
Архитектурное бюро: WOWHAUS

## Дом Года России 2015
- «Дом года: выбор профессионалов»

Жилой дом на улице Бурденко, Москва, ул. Бурденко, д. 3.
Архитектурное бюро: Sergey Skuratov Architects
- «Дом года: выбор народа»

Торговый центр в Новгороде, Великий Новгород, ул.Московская, вл. 12А.
Архитектурное бюро: ПТАМ Виссарионова
- Специальный приз «Made in Future/Сделано в будущем» и Приз Best Small House

Загородный дом «Дом на горе», Московская область, городской округ Истра, деревня Жевнево.
Архитектурное бюро: Арт-группа «Камень»

## Дом Года России 2014
- «Дом года: выбор профессионалов»

Театрально-культурный комплекс «Новая сцена Александринского театра», Санкт-Петербург, наб. р. Фонтанки, дом 49а, литера А.
- «Дом года: выбор народа»

Комплекс Академии танца под управлением Бориса Эйфмана, г. Санкт-Петербург, ул. Лизы Чайкиной, 2.
Архитектурная мастерская Никиты Явейна
- Специальный приз «Made in Future/Сделано в будущем»

Стадион «Фишт», Краснодарский край, Сочи, Олимпийский парк.
ГУП МНИИП «Моспроект-4», архитектурное бюро Populous
- Best Small House

Дом соты, Московская область, Клязьминское водохранилище.
Архитектор Тотан Кузембаев

## Дом Года России 2013
- «Дом года: выбор профессионалов»

ЖК «Арт Хаус», Москва, Таганский район, Тессинский пер. вл., 2-6/19.
Архитектурное бюро: Sergey Skuratov Architects
- «Дом года: выбор народа»

Центр современной культуры Гараж, Москва, Парк Горького.
Архитектурное бюро: Сигэру Бан
- Специальный приз «Made in Future/Сделано в будущем»

Меркурий-Сити Тауэр, Москва, 1-й Красногвардейский проезд, 15.
Архитектурное бюро: Моспроект-2 / Эрик ван Эгераат
- Best Small House

Дом на заливе, поселок Падь Мельничная, Иркутское водохранилище, Иркутская область, Россия.
Бюро Архитектурных Решений Тигунцева А.

## Дом Года России 2012
- «Дом года: выбор профессионалов» и «Дом года: выбор народа»

ЖК  «Дом на Мосфильмовской», Москва, ул. Мосфильмовская, д.70
- Специальный приз «Made in Future/Сделано в будущем»

ИКТ-кластер Академпарка Центр Информационных Технологий, Новосибирск, ул. Николаева,11.
Архитектурное бюро: «Space-Construction»
- Best Small House

Частный жилой дом «Ракушка», Свердловская область, пос.Таватуй.
Архитектурное бюро: «Архстудия ВЕЖА»

## Премия Дом 20-летия 1991–2011 гг.
Беспрецедентный в истории Российской Федерации проект, призванный оценить достижения отечественной архитектуры за период 1991—2011 г.г., подвел основные итоги. В результате многоступенчатого экспертного отбора среди лучших реализованных объектов архитектуры постсоветского 20-летия объявлен победитель специального проекта «20 лет архитектуры постсоветской России»
- «Дом года: выбор профессионалов»

«Римский дом», г. Москва, Казачий 2-й пер., 4, стр. 1.
Автор проекта (архитектор, бюро, авторский коллектив): М. Филиппов; архитекторы: М. Леонов, Т. Филиппова, А. Филиппов, О. Мранова, Е. Михайлова.
- «Дом года: выбор народа»

ТДЦ «Китеж», Москва, Киевская ул., вл. 3 – 7, 17.
Архитектурное бюро: ГУП «Моспроект-4»
- Специальный приз «Made in Future/Сделано в будущем»

Московская школа управления «Сколково», Московская область, Сколково, ул. Новая, 100.
Архитектурное бюро: Дэвид Аджайе, "Adjaye Associates« / Архитектурная студия » А-Б студия"
- Best Small House

Частный жилой дом Николина Гора, Московская область, посёлок Николина Гора.
Авторский коллектив А. Филиппова

## Дом Года России 2011
- «Дом года: выбор профессионалов»

Трубный электросварочный цех «Высота 239», Челябинский трубопрокатный завод.
Архитекторы: Владимир Юданов и Сергей Илышев, студия «Ё_программа».
- «Дом года: выбор народа»

Штаб-квартира фирмы «Новатэк», Москва, улица Удальцова, 2.
Архитектурное бюро: SPEECH
- Специальный приз «Made in Future/Сделано в будущем»

Шахматный клуб в Ханты-Мансийске, архитектор Эрик Ван Эгераат (Нидерланды).
- Best Small House

Частный жилой дом в поселке «Горки-6»,
Архитектурная мастерская: «Атриум»
- «Лучший загородный поселок/Best housing development»

Многофункциональный комплекс «ЭкоДолье Оренбург», группа компаний «Экодолье».
- «Лучший деревянный дом/Made in wood»

Вилла в деревне Васильево Ленинградской области, архитектор Сергей Чобан, NPS Tchoban Voss.
- Специальный партнерский приз Национального агентства малоэтажного и коттеджного строительства НАМИКС

Пригород «Западная Долина» компании «Загородный проект».
- Специальный партнерский приз Информагентства СА «Архитектор»

Офисное здание на Бутиковском переулке 9, архитектор Александр Скокан.

## Дом Года России 2010
- «Дом года: выбор профессионалов»

Офисный комплекс «Белая площадь», Москва, площадь Белорусского вокзала.
Архитектурное бюро: ABD architects, APA Wojciechowski
- «Дом года: выбор народа»

Московская школа управления «Сколково»
Архитектурное бюро: Дэвид Аджайе «Adjaye Associates», «А-Б студия»
- Специальный приз «Made in Future/Сделано в будущем»

ТЦ Цветной, Москва, Цветной бульвар 15.
Архитектурное бюро: Меганом

## Дом Года России 2009
- «Дом года: выбор профессионалов»

ЖК «Баркли Плаза», Москва, Пречистенская набережная, 17 -19.
Архитектурное бюро: Sergey Skuratov Architects
- «Дом года: выбор народа»

ТДЦ «Китеж», Москва, Киевская ул., вл. 3 – 7, 17.
Архитектурное бюро: ГУП «Моспроект-4»
- Чпециальный приз «Made in Future/Сделано в будущем»

БЦ «Интеллект-Телеком», Москва, ул. Мельникова, д. 29.
Архитектурное бюро: «Проект-21»

## Дом Года России 2008
- «Дом года: выбор профессионалов»

Арбитражный суд Московского округа, Москва, Селезнёвская улица, 9.
Архитектурное бюро: ТПО «Резерв»
- «Дом года: выбор народа»

ЖК «Парус», Москва, ул. Гризодубовой, 2.
- Специальный приз «Made in Future/Сделано в будущем»

Школа-интернат, Москва, 1-й Красковский проезд, вл. 386.
Архитектурное бюро: AM «Атриум»

## Дом Года России 2007
- «Дом года: выбор профессионалов»

ЖК «Crystall House», Москва, Коробейников переулок, 1.
Архитекторы: Ю. Григорян, П. Иванчиков, А.Павлова, И.Скачков
- «Дом года: выбор народа»

ЖК «Авангард», Москва, Новочеремушкинская ул., вл. 60.
Архитектурное бюро: «Сергей Киселев и Партнеры»
- Специальный приз «Made in Future/Сделано в будущем»

Здание Союза Архитекторов, г. Москва, Гранатный переулок, 22.
Архитектурное бюро: Александра Асадова

## Экспозиция
В качестве основной выставочной площадки, на которой впервые презентуются объекты, номинированные на соискание Best Building Awards/Премии Дом Года, выбирается ежегодная выставка «АРХ Москва» в ЦДХ на Крымском валу. Экспозиция включает в себя Лонг-лист и Шорт-лист, а также победителей Премии за всю историю её проведения. Дальнейшее перемещение экспозиции происходит в соответствии с планами мероприятий текущего года, утверждёнными Оргкомитетом премии.

## Церемония
Церемония награждения победителей — торжественное мероприятие, дата и место проведения которого ежегодно определяется Оргкомитетом Премии в соответствии с планами мероприятий текущего года. Победителям вручается диплом Best Building Awards/Премия Дом Года и памятная награда.